# Gaston Taument
Gaston Taument, född 1 oktober 1970, är en nederländsk före detta professionell fotbollsspelare.
Taument spelade som yttermittfältare för fotbollsklubbarna Feyenoord, Excelsior, Benfica, Anderlecht, OFI Kreta och Rapid Wien mellan 1988 och 2002. Taument vann ett ligamästerskap och tre KNVB Cup. Han spelade också 15 landslagsmatcher för det nederländska fotbollslandslaget mellan 1992 och 1996.